# Ola Toivonen
Nils Ola Toivonen (ur. 3 lipca 1986 w Degerfors) – szwedzki piłkarz, który występował na pozycji napastnika. W latach 2007–2018 reprezentant Szwecji. Uczestnik Mistrzostw Świata w 2018 roku oraz Mistrzostw Europy w 2012. 
W swojej karierze grał m.in. w takich klubach jak: PSV Eindhoven, Malmö FF, Stade Reins czy Toulouse FC. 

## Kariera klubowa

### Początek kariery
Ola Toivonen zawodową karierę rozpoczynał w 2004 roku w klubie Degerfors IF grającym w drugiej lidze szwedzkiej. Występował w nim przez dwa sezony, po czym przeniósł się do innego szwedzkiego zespołu – Örgryte IS. 1 kwietnia 2006 roku w przegranym 0:2 meczu z GAIS piłkarz zadebiutował w rozgrywkach Allsvenskan. Pierwszego gola zdobył w nich natomiast 10 kwietnia, kiedy to Örgryte przegrało 1:2 z Malmö FF. W sezonie 2006 Toivonen razem ze swoją drużyną zajął ostatnie miejsce w tabeli pierwszej ligi i spadł do Superettan. Szwed wystąpił w 25 spotkaniach (w tym 24 w podstawowym składzie) i strzelił 6 bramek.

### Malmö FF
Po zakończeniu rozgrywek Toivonen został zawodnikiem Malmö FF. Ligowy debiut w nowym klubie zanotował 7 kwietnia 2007 roku podczas zremisowanego 1:1 pojedynku przeciwko Elfsborgowi. 15 maja wychowanek Degerfors strzelił zwycięskiego gola dla Malmö w spotkaniu z drużyną Helsingborgs IF. W sezonie 2007 Toivonen był podstawowym graczem swojego zespołu, rozegrał 24 mecze w Allsvenskan i razem z Malmö zajął dziewiąte miejsce w końcowej tabeli. Podczas rozgrywek w 2008 roku szwedzki gracz w 27 występach zdobył 14 goli i zanotował 7 asyst. Wspólnie z Charlie Daviesem oraz Henrikiem Larssonem zajął piąte miejsce w klasyfikacji najlepszych strzelców sezonu. Toivonen strzelił po dwie bramki w pojedynku z IFK Norrköping, obu meczach z Ljungskile SK i w spotkaniu przeciwko GIF Sundsvall.

### PSV Eindhoven
Na początku 2009 roku Szwed podpisał kontrakt z PSV Eindhoven. Suma transferu nie została podana, jednak według mediów wyniosła ona od 3,5 do 4,5 miliona euro. W Eredivisie Toivonen zadebiutował 24 stycznia w zremisowanym 2:2 spotkaniu z NAC Breda. Stał się podstawowym zawodnikiem nowego zespołu – w rundzie wiosennej sezonu 2008/2009 rozegrał łącznie 14 meczów (wszystkie w podstawowym składzie) i strzelił 6 goli. 8 lutego w zwycięskim 5:3 pojedynku ligowym z FC Volendam piłkarz został ukarany czerwoną kartką. PSV zajęło w tabeli czwartą pozycję i zapewniło sobie prawo startu w eliminacjach do Ligi Europy. 8 listopada 2009 roku Toivonen strzelił 4 bramki w wygranym 5:1 meczu Eredivisie z ADO Den Haag.

### Dalsza kariera
20 stycznia 2014 roku podpisał kontrakt z francuskim Stade Rennais. Kwota transferu wyniosła 1,5 mln euro. W 2015 roku został wypożyczony do angielskiego Sunderlandu.
W 2016 roku przeniósł się do francuskiego Toulouse. Występował w nim przez dwa lata zaliczył 57 ligowych występów i strzelił 7 bramek.
W czerwcu 2018 roku wyleciał z Europy, przenosząc się do australijskiego Melbourne Victory. W ciągu dwóch lat rozegrał w nim 38 meczów ligowych i strzelił 25 ligowych bramek.
Na zakończenie kariery w 2020 roku powrócił do swojej ojczyzny do byłego klubu Malmö FF.
1 stycznia 2023 ogłosił zakończenie piłkarskiej kariery

## Kariera reprezentacyjna

### Młodzieżowa reprezentacja Szwecji
W latach 2006–2008 Toivonen występował w reprezentacji Szwecji do lat 21. 21 sierpnia 2007 roku strzelił hat-tricka w przegranym 3:4 meczu z reprezentacją Walii, a dwa z tych goli zdobył z rzutów karnych. W 2009 roku został powołany do kadry na Młodzieżowe Mistrzostwa Europy, podczas których strzelił bramki w grupowych pojedynkach przeciwko reprezentacji Włoch i reprezentacji Serbii.

### Reprezentacja Szwecji
W dorosłej reprezentacji Szwecji Nils Ola Toivonen zadebiutował 14 stycznia 2007 roku w przegranym 0:2 meczu z reprezentacją Wenezueli.
Uczestnik Mistrzostw Europy w 2012 roku. Swój pierwszy mecz rozegrał przeciwko reprezentacji Ukrainy. Spotkanie zakończyło się przegraną wynikiem 1:2. W drugim meczu grupowym nie wystąpił, spotkanie zakończyło się wynikiem 2:3 na korzyść Anglików. Ostatnie spotkanie odbyło się przeciwko reprezentacji Francji, Toivonen rozegrał 78 minut spotkania, które zakończyło się zwycięstwem Szwedów wynikiem 2:0, jednak to nie wystarczyło do wyjścia z grupy i Szwecja odpadła z turnieju.
W 2017 roku Szwecja pokonała Francję 2:1  w meczu grupy A eliminacji piłkarskich mistrzostw świata, który odbył się w Sztokholmie. Bramkę dla Szwedów na miarę zwycięstwa zdobył w ostatniej akcji meczu strzałem z połowy boiska Ola Toivonen.
Swój ostatni turniej międzynarodowy w karierze rozegrał na Mistrzostwach Świata w 2018 roku w Rosji. Pierwszy mecz grupowy zagrał przeciwko reprezentacji Korei Południowej. Wyszedł w wyjściowym składzie i rozegrał 77 minut meczu, który zakończył się zwycięstwem Szwedów 1:0.
Drugi mecz w fazie grupowej, zagrał przeciwko reprezentacji Niemiec. Toivonen strzelił bramkę na 1:0, po asyscie od Viktora Claessona. Ostatecznie mecz zakończył się wynikiem 2:1 na konto Niemców, po strzelonej przez Toniego Kroosa w 95 minucie spotkania bramce.
Ostatni rozstrzygający wszystko mecz w fazie grupowej odbył się przeciwko reprezentacji Meksyku. Spotkanie zakończyło się dominacją Szwedów wynikiem 3:0, którzy zwycięstwem wywalczyli awans do 1/8 finału.
W 1/8 finału natrafili na reprezentację Szwajcarii. Toivonen w tym meczu zaliczył asystę do Emila Forsberga, która końcowo dała zwycięstwo i awans Szwedów do ćwierćfinału. Spotkanie zakończyło się wynikiem 1:0.
W ćwierćfinale natrafili na reprezentację Anglii. Mecz zakończył się porażką Szwedów wynikiem 2:0, a Szwecja odpadła z turnieju. Jest to najlepszy wynik Szwedów w tym wieku na Mistrzostwach Świata.

## Sukcesy

### PSV Eindhoven
- Puchar Holandii: 2011/12
- Superpuchar Holandii: 2013
- Uczestnik Ligi Europejskiej: 2009/10, 2010/11, 2011/12, 2012/13, 2013/14

### Malmö FF
- Mistrz Szwecji: 2020, 2021
- Puchar Szwecji: 2022
- Uczestnik Ligi Europejskiej: 2022/23

### Reprezentacja Szwecji
- Uczestnik Mistrzostw Świata: 2018
- Uczestnik Mistrzostw Europy: 2012[21]